# Johannes II. (Byzanz)

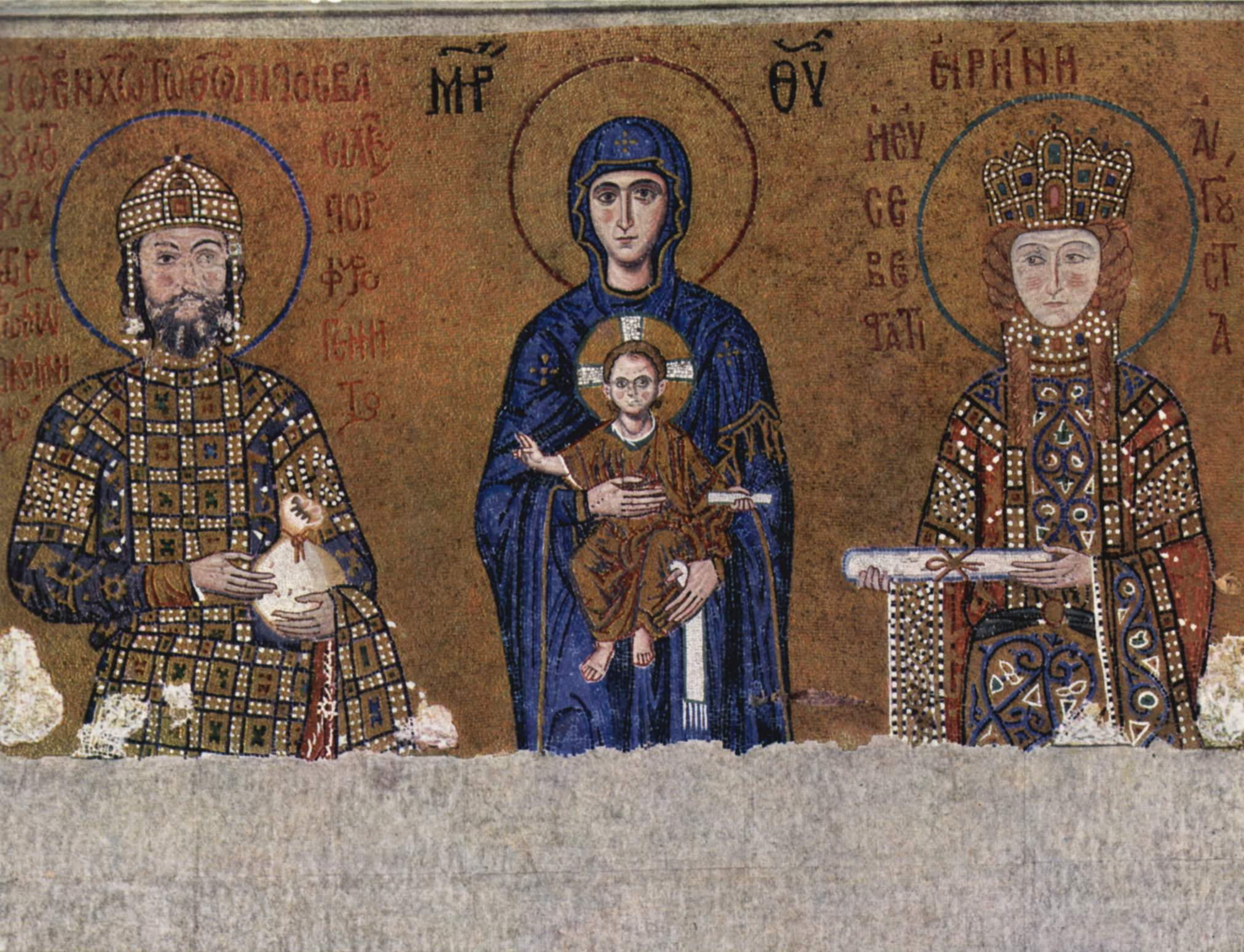
Johannes II. und Kaiserin Irene (Mosaik in der Hagia Sophia)

Johannes II. Komnenos (mittelgriechisch Ἰωάννης Βʹ Κομνηνός, * 13. September 1087 in Konstantinopel; † 8. April 1143 im Taurusgebirge) war von 1118 bis 1143 byzantinischer Kaiser.

## Herkunft
Johannes II. stammt aus dem Haus der Komnenen, der am längsten regierenden byzantinischen Herrscherfamilie. Er war der älteste Sohn von Kaiser Alexios I. mit dessen Frau Irene Dukaina und ist auch bekannt als Kaloioannes (der schöne Johannes).

## Leben
Der Beginn seiner Regierungszeit wurde überschattet von einer Intrige seiner Schwester, Anna Komnena, die für ihren Mann Nikephoros Bryennios den Thron sichern wollte. Johannes konnte sich jedoch relativ leicht durchsetzen und belohnte seine Helfer, indem er mehrere Titularposten an diese vergab. Den Oberbefehl über die Armee übertrug er seinem Jugendgefährten Johannes Axuch.
Aufgrund seiner sanften und gerechten Regierung wurde er der byzantinische Marcus Aurelius genannt. Durch sein persönliches Vorbild bewirkte er eine deutliche Verbesserung der Sitten der Zeit, vor allem widmete er seine Zeit der Wiederherstellung des Byzantinischen Reichs im früheren Umfang, vor der Katastrophe in der Schlacht von Mantzikert 1071 (Restauratio imperii).
Seine Siege gegen die einfallenden Petschenegen (1122), Ungarn und aufständischen Serben sicherten den Frieden im europäischen Teil des Byzantinischen Reiches und beseitigten die petschenegische Bedrohung endgültig, so dass er sich der Rückeroberung der verlorenen Gebiete in Asien widmen konnte. Seine Erfolge gegen die Seldschuken (1135) konnten deren Fortschritte seit der Schlacht von Mantzikert in Kleinasien teilweise zunichtemachen und so die byzantinische Ostgrenze sichern. Seine Versuche, die byzantinische Oberhoheit über das kleinarmenische Reich in Kilikien (1137) und die Kreuzfahrerstaaten, namentlich das Fürstentum Antiochia (ebenfalls 1137) und die Grafschaft Edessa herzustellen, besserten stark den Ruf seines Reichs. Er versuchte sogar, in Syrien gegen die Araber vorzurücken, doch sein Überraschungsangriff auf Aleppo schlug fehl, da die Bewohner vorgewarnt wurden. Auch die Belagerung von Schaizar musste er nach tagelanger Beschießung aufgeben, das sich aber vorher zu seinem Glück ergab, da seine fränkischen Vasallen keine Tatkraft zeigten und ein Heer Zengis, des Atabegs von Mossul, gegen ihn marschierte.
Das Aufkommen der Normannen in Sizilien unter ihrem König Roger II. brachte Johannes dazu, sich mit den deutschen Königen Lothar III. (reg. 1125 bis 1137) und Konrad III. (reg. 1138 bis 1152) zu verbünden. Sein Nachfolger Manuel I. (reg. 1143 bis 1180) schloss mit Konrad 1145 (oder 1148) einen entsprechenden Vertrag (Vertrag von Thessaloniki), der auch eine finanzielle Unterstützung seitens Byzanz umfasste.
Seinen einzigen ernsthaften Rückschlag erlitt er gegen die Republik Venedig, von deren Seemacht er nach dem Zusammenbruch der byzantinischen Flotte im 11. Jahrhundert abhängig war. Sein Bemühen, ihre ausgedehnten Privilegien innerhalb des Reiches zu beschneiden, die langfristig dessen wirtschaftliche Grundlagen zerstören konnten, endete mit einer erniedrigenden Rückkehr zum Status quo, nachdem eine Reihe von byzantinischen Häfen von Venedig geplündert worden waren. Allerdings betrieb Johannes eine recht erfolgreiche Finanzpolitik.
Bei der Jagd auf Schwarzwild im Taurus zog er sich durch eine Pfeilwunde eine Blutvergiftung zu, an der er starb. Er konnte aber noch seine Nachfolge regeln und setzte seinen vierten Sohn Manuel I. Komnenos als Kaiser ein. Seine älteren Söhne Alexios und Andronikos waren bereits vorher verstorben, Isaak wurde dagegen bei der Thronfolge übergangen.

## Ehe und Kinder
Kaiser Johannes II. Komnenos heiratete 1104/05 Piroska von Ungarn (* 1085/90; † 13. August 1134), die als Kaiserin den Namen Eirene annahm und in der Griechisch-Orthodoxen Kirche als Heilige Eirene verehrt wird. Sie war eine Tochter des ungarischen Königs Ladislaus  I. des Heiligen.
Aus dieser Ehe stammen acht Kinder:
- Alexios Komnenos Porphyrogennetos, gekrönter Mit-Kaiser von Byzanz 1119–1142 (* Februar 1106; † Sommer 1142);

⚭ 1.) 1122 Dobrodjeja (Eupraxia) Mstislawna von Kiew († 1136), Tochter von Mstislaw I., Großfürst von Kiew, Fürst von Nowgorod
⚭ 2.) Kata (Eirene) von Georgien, Tochter von David IV., König von Georgien (Bagratiden)
- Maria Komnene (* Februar 1106; † 1143/55);

⚭ Johannes Roger Dalassenos, „Kaisar“, 1143 Thronprätendent, 1152 Dux von Strumitza, † als Witwer und Mönch
- Andronikos Komnenos (* um 1108; † Herbst 1142), „Sebastokrator“ Ehrwürdiger Regent

⚭ um 1124  Eirene Aineiadissa († 1150/51), ging 1144 als Nonne ins Kloster Pantokratoros in Konstantinopel
- Anna Komnene (* um 1100),

⚭ 1125 Stephanos Kontostephanos (X 1149 auf Korfu), „Panhypersebastos“, Megas Dux
- Isaak Komnenos (* um 1115; † 1154/74), „Sebastokrator“

⚭ 1.) 1134  Theodora Kamaterina († 1144), Tochter von Gregorios Kamateros und Eirene Dukaina
⚭ 2.) 1146 Eirene Diplosynadene
- Theodora Komnene, (* um 1116; † als Witwe und Nonne 12. Mai 1157)

⚭ Manuel Anemas († 1146/47), „Panhyperprotosebastohypertatos“
- Eudokia Komnene (* 1119),

⚭ Theodoros Batatzes († vor 1166), Feldherr, „Pansebastohypertatos“, Dux von Kilikien
- Manuel I. Komnenos (* 28. November 1118; † 24. September 1180), 1143–1180 Kaiser von Byzanz, 1122 „Sebastokrator“

⚭ 1.) 1146 Bertha von Sulzbach (Krönungsname Eirene, * um 1110; † 1160), Schwägerin des römisch-deutschen Königs Konrad III., Tochter des Grafen Berengar I. von Sulzbach
⚭ 2.) 1161 Maria von Antiochia (* 1145; † 27. August 1183), 1180–1182 Regentin des Kaiserreiches Byzanz, Tochter des Raimund von Poitiers, Fürst von Antiochia